# Dave Stahl

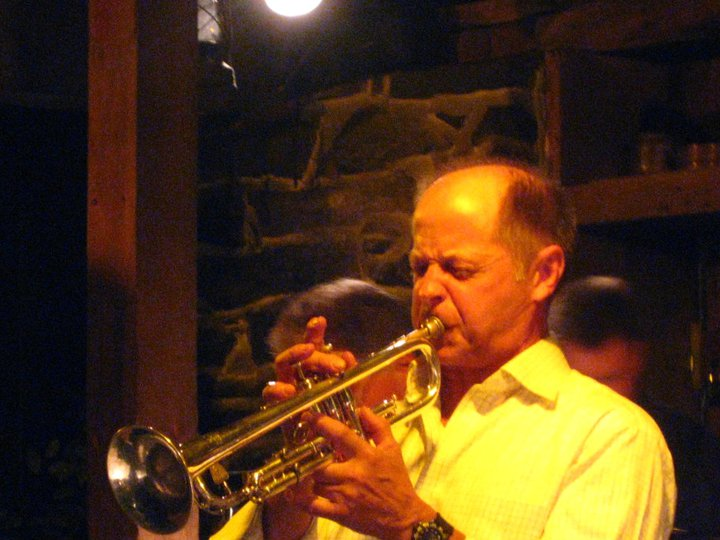
Dave Stahl, 2011

Dave Stahl (* 23. Januar 1949 in Reading (Berks County, Pennsylvania)) ist ein US-amerikanischer Jazz-Trompeter und Bandleader.

## Leben
Stahl studierte bis 1970 Musikpädagogik an der Pennsylvania State University und spielte anschließend in einer Armeeband. 1973 wurde er aus dem Militärdienst entlassen, zuletzt als Solist mit The Army Band, Lead-Trompeter bei Army Blues und erster Trompeter bei den White House Herald Trumpets. Anschließend war er bis 1975 Lead-Trompeter bei Woody Herman and His Orchestra, von 1975 bis 1980 spielte er mit dem Count Basie Orchestra. In dieser Zeit war er unter anderem auch für die Buddy Rich Big Band, Larry Elgart und seine Band sowie das Toshiko Akiyoshi Jazz Orchestra aktiv.
Im April 1977 gründete er schließlich seine eigene Bigband, The Dave Stahl Band, zehn Jahre später folgten sein Musiklabel Abee Cake Records sowie sein Musikverlag Dave Stahl Music, der über die BMI verwertet. 1989 gründete er einen zweiten Musikverlag Dasta Music, der der ASCAP angeschlossen ist. In dieser Zeit tourte er auch mit Liza Minnelli als deren Lead-Trompeter um die ganze Welt und trat unter anderem in der Carnegie Hall auf.
Im Frühjahr 1999 stellte Stahl sein Sacred Orchestra zusammen, ein 23-köpfiges Orchester (große, um Streicher erweiterte Bigband) mit 10 Sängern.
Weitere Größen, mit denen er auftrat, waren Frank Sinatra, Ella Fitzgerald, Tony Bennett, Mel Tormé, Jack Jones, Sarah Vaughan und Engelbert Humperdinck.

## Diskografie
The Dave Stahl Band
- 1987: Anaconda (Abee Cake Records)
- 1988: Miranda (Abee Cake Records)
- 1989: Live At Knights (Abee Cake Records)
- 1991: Standard Issue (Abee Cake Records)
- 2005: Live at the Ritz (Abee Cake Records)
- 2011: From A to Z (Abee Cake Records)
- 2013: The Dave Stahl Band Collection, Volume One (Abee Cake Records)

Dave Stahl and his Sacred Orchestra
- 2001: How Great Thou Art (Abee Cake Records)
- Praise Him (Abee Cake Records)